# Unione Sportiva Taranto 1940-1941
Questa voce raccoglie le informazioni riguardanti l'Unione Sportiva Taranto nelle competizioni ufficiali della stagione 1940-1941.

## Rosa
| N. |                   | Ruolo | Calciatore         |
| -- | ----------------- | ----- | ------------------ |
|    | Italia (bandiera) | A     | Antonio Bacin      |
|    | Italia (bandiera) | C     | Giovanni Basile    |
|    | Italia (bandiera) | A     | Antonio Bellucco   |
|    | Italia (bandiera) | P     | Adolfo Bolognini   |
|    | Italia (bandiera) | A     | Luigi Carenza      |
|    | Italia (bandiera) | C     | Martino Castellano |
|    | Italia (bandiera) | A     | Francesco Di Cursi |
|    | Italia (bandiera) | A     | Angelo Dolente     |
|    | Italia (bandiera) | D     | Antonio Ferrara    |
|    | Italia (bandiera) | D     | Domenico Fugazzaro |
|    | Italia (bandiera) | C     | Vito Natale Labate |
|    | Italia (bandiera) | C     | Cataldo Lusso      |
|    | Italia (bandiera) | D     | G. Marzulli        |
|    | Italia (bandiera) | A     | Luigi Molinari     |
|    | Italia (bandiera) | P     | Alvaro Natale      |

| N. |                   | Ruolo | Calciatore            |
| -- | ----------------- | ----- | --------------------- |
|    | Italia (bandiera) | A     | N. Palumbo            |
|    | Italia (bandiera) | A     | Nicola Parisi         |
|    | Italia (bandiera) | A     | Aventino Pavese       |
|    | Italia (bandiera) | A     | Gino Penza            |
|    | Italia (bandiera) | A     | Giordano Picchiolutto |
|    | Italia (bandiera) | C     | N. Portacci           |
|    | Italia (bandiera) | D     | Mario Salvati         |
|    | Italia (bandiera) | C     | Federico Sammarco     |
|    | Italia (bandiera) | A     | Mario Silvestri       |
|    | Italia (bandiera) | A     | Antonio Simonetti     |
|    | Italia (bandiera) | D     | Ettore Sogno          |
|    | Italia (bandiera) | P     | Michele Tedeschi      |
|    | Italia (bandiera) | D     | Salvatore Tomaselli   |
|    | Italia (bandiera) | C     | Pietro Vinci          |